# 국립외교원장
국립외교원장(國立外交院長)은 국립외교원을 대표하는 직위이다. 차관급 정무직 공무원으로 보한다.

## 역할
- (국립외교원법 제4조 제1항) 국립외교원에 국립외교원장을 두며, 원장은 국립외교원의 직무를 총괄하고, 소속 공무원을 지휘·감독한다.
- (외교부와 그 소속기관 직제 제36조 제3항) 원장은 외교부장관의 명을 받아 소관 사무를 총괄하고, 소속공무원을 지휘·감독한다.

## 역대 원장

### 국립외교원장
| 정부        | 대수 | 이름           | 임기                              | 약력 |
| ----------- | ---- | -------------- | --------------------------------- | --- |
| 이명박 정부 | 초대 | 김병국(金炳局) | 2012년 3월 1일 ~ 2013년 5월 3일   | 대통령비서실 외교안보수석비서관, 한국국제교류재단 이사장 |
| 박근혜 정부 | 2대  | 윤덕민(尹德敏) | 2013년 5월 3일 ~ 2017년 7월       | 외교안보연구원 교수, 국립외교원 안보통일연구부장 |
| 문재인 정부 | 3대  | 조병제(趙炳珶) | 2017년 7월 ~ 2018년 9월 27일      | 주말레이시아대사, 한미안보협력담당대사, 대변인, 주미얀마대사, 한·미방위비분담협상정부대표                                                                         |
| 문재인 정부 | 4대  | 조세영(趙世暎) | 2018년 9월 28일 ~ 2019년 5월 23일 | 외교통상부 동북아시아국장, 주일본대사관 공사참사관, 주중국대사관 공사참사관, 동서대학교 특임교수                                                                  |
| 문재인 정부 | 5대  | 김준형(金峻亨) | 2019년 8월 9일 ~ 2021년 8월 5일   | 한반도평화포럼 기획위원장, 한동대학교 국제어문학부 교수, 한반도평화포럼 외교연구센터 센터장, 외교부 혁신이행외부자문위원회 위원, 정책기획위원회 평화번영분과 위원 |
| 문재인 정부 | 6대  | 홍현익(洪鉉翼) | 2021년 8월 6일 ~ 2023년 3월 10일  | 세종연구소 안보전략연구실 실장, 수석연구위원 |
| 윤석열 정부 | 7대  | 박철희(朴喆熙) | 2023년 3월 31일 ~ 2024년 7월 31일 | 서울대학교 국제대학원장, 서울대 국제대학원 국제학과 교수(국제학연구소장)                                                                                          |
| 윤석열 정부 | 8대  | 최형찬(崔馨燦) | 2024년 8월 1일 ~                  | 주세르비아대한민국대사관 대사, 외교부 기획조정실 실장, 주네덜란드대한민국대사관 대사                                                                              |

## 같이 보기
- 국립외교원